# Грейлінг (Мічиган)
Грейлінг (англ. Grayling) — місто (англ. city) в США, в окрузі Кроуфорд штату Мічиган. Населення — 1867 осіб (2020).

## Географія
Грейлінг розташований за координатами 44°39′29″ пн. ш. 84°42′40″ зх. д. / 44.65806° пн. ш. 84.71111° зх. д. (44.657960, -84.711067).  За даними Бюро перепису населення США в 2010 році місто мало площу 5,29 км², з яких 5,20 км² — суходіл та 0,09 км² — водойми.

## Демографія
Згідно з переписом 2010 року, у місті мешкали 1884 особи в 764 домогосподарствах у складі 419 родин. Густота населення становила 356 осіб/км².  Було 890 помешкань (168/км²).
Расовий склад населення:
| - 97,2 % — білих - 0,7 % — чорних або афроамериканців - 0,5 % — корінних американців - 0,5 % — азіатів - 0,1 % — вихідців з тихоокеанських островів |

До двох чи більше рас належало 0,9 %. Частка іспаномовних становила 1,7 % від усіх жителів.
За віковим діапазоном населення розподілялося таким чином: 23,8 % — особи молодші 18 років, 55,5 % — особи у віці 18—64 років, 20,7 % — особи у віці 65 років та старші. Медіана віку мешканця становила 38,6 року. На 100 осіб жіночої статі у місті припадало 87,5 чоловіків;  на 100 жінок у віці від 18 років та старших — 82,3 чоловіків також старших 18 років.
Середній дохід на одне домашнє господарство  становив 44 051 долар США (медіана — 30 221), а середній дохід на одну сім'ю — 45 718 доларів (медіана — 41 250). Медіана доходів становила 35 938 доларів для чоловіків та 24 875 доларів для жінок. За межею бідності перебувало 28,7 % осіб, у тому числі 42,0 % дітей у віці до 18 років та 26,3 % осіб у віці 65 років та старших.
Цивільне працевлаштоване населення становило 658 осіб. Основні галузі зайнятості: мистецтво, розваги та відпочинок — 19,5 %, освіта, охорона здоров'я та соціальна допомога — 17,9 %, роздрібна торгівля — 11,2 %, фінанси, страхування та нерухомість — 10,5 %.